# Drapenier

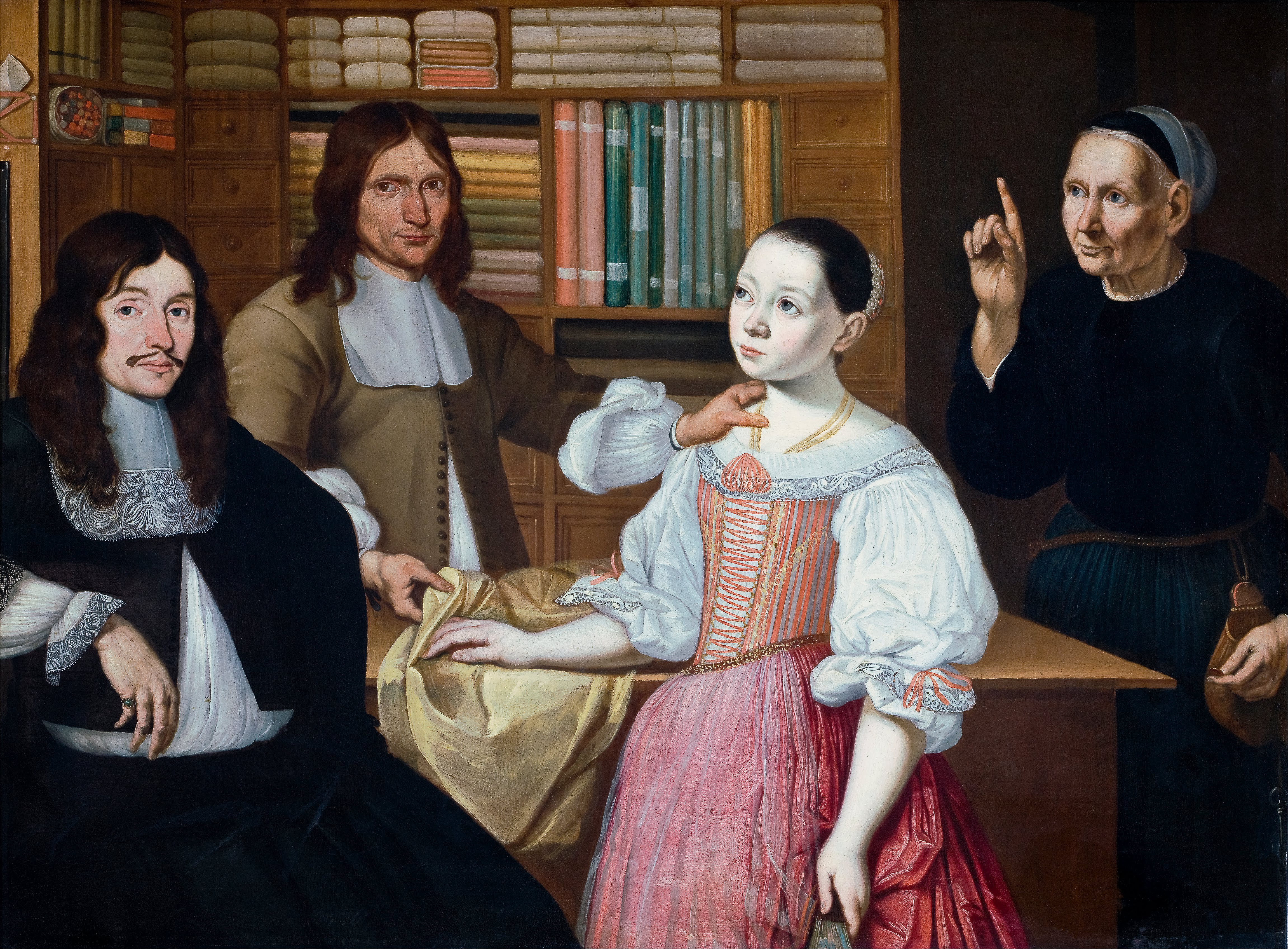
In de drapenierswinkel (1670), schilderij Adriaen van Bloemen

Een drapenier (van het Franse woord drap, wat wollen weefsel betekent), ook wel lakenreder genaamd, was een persoon die zich, ongeveer vanaf de middeleeuwen tot het einde van de 18e eeuw, bezighield met de vervaardiging en de verkoop van laken.
Hij kon werkzaam zijn als fabrikeur waarbij hij grondstoffen leverde aan zelfstandigen die ze in huisnijverheid verwerkten tot bijvoorbeeld garens of weefsels welke hij dan weer opkocht. Ook beheerde hij vaak een primitieve vorm van fabrieksmatige productie, waarbij tal van activiteiten in of nabij zijn woning zich afspeelden, zoals spinnen, weven, droogscheren en dergelijke. Gewoonlijk vervulde de drapenier zowel de functie van fabrikeur als die van fabrikant.
Een beschrijving uit de 16e eeuw toont het beeld van een niet altijd even optimaal gestructureerd bedrijf waar het een voortdurend komen en gaan is van eenen grooten hoop volcx, bestaande uit arbeiders, hulpkrachten en thuiswerkers die hun grondstoffen komen halen en hun producten komen brengen.
Grote drapeniers waren vaak aanzienlijke personen die een belangrijke rol in het bestuur van de opkomende steden hebben gespeeld. Hun activiteiten vormden een schakel tussen het ambachtelijke bedrijf en de latere industriële nijverheid.